# Amelia Peabody e la mummia
Amelia Peabody e la mummia, pubblicato in Italia anche con il titolo "La sfida della mummia", è il primo romanzo in cui appare Amelia Peabody, personaggio che fa parte di un ciclo di 20 episodi, tutti ambientati in Egitto tra la fine del 1800 e l'inizio del 1900.
L'autrice Elizabeth Peters (pseudonimo di Barbara Louise Gross Mertz) è stata un'egittologa e i suoi romanzi narrano le vicende di Amelia, ereditiera appassionata di archeologia, e di altri personaggi che la circondano anche nei romanzi successivi.

## Trama
In questo primo episodio delle avventure di Amelia, la protagonista ha 32 anni ed ha appena ereditato tutto il patrimonio del padre. Visto il suo carattere forte e anticonformista, decide di partire per esplorare il mondo, partendo dall'Egitto che da sempre la appassiona.
Durante una tappa a Roma si imbatte in una giovane ragazza, Evelyn, caduta in disgrazia a causa di un amante che prima la convince a scappare con lui, poi la abbandona rubandole tutto. 
Amelia decide di prendere la giovane sotto la propria protezione e, con lei, parte per l'Egitto, decisa a trascorrervi tutto l'inverno.
In Egitto la aspetteranno diversi incontri e una pericolosa avventura in compagnia dei fratelli Emerson, Walter e Radcliffe, incontrati al Cairo e poi ritrovati sul luogo di uno scavo.
Qui il gruppo sarà frequentemente attaccato da una inquietante mummia che appare solo di notte, minacciando prevalentemente la giovane Evelyn.
Toccherà alla forte Amelia contribuire a svelare il mistero della mummia, tenendo d'occhio i numerosi operai spaventati dalle superstizioni e il giovane Lucas, cugino di Evelyn, giunto sul luogo con la precisa intenzione di convincere la ragazza a sposarlo.

## Personaggi
- Amelia Peabody: protagonista della serie, e figlia di uno studioso di antichità appassionato in lingue morte. Pur nata e cresciuta nell'Inghilterra vittoriana, è ribelle e anticonformista, tanto che, spinta dalla sua passione per l'archeologia, sceglie di partire per l'Egitto, un paese che da sempre la affascina. Raggiungerà la terra dei Faraoni insieme a Evelyn, una sua connazionale in cerca di salvezza, e le due conosceranno i fratelli Walter e Radcliffe Emerson, due archeologi britanni anch'essi e impegnati nello scavo di alcune tombe.
- Evelyn Barton-Forbes: una giovane donna inglese, diventerà compagna di viaggio e amica della protagonista Amelia
- Radcliffe Emerson: archeologo inglese.
- Walter Emerson: archeologo inglese, fratello di Radcliffe
- Lucas Hayes: cugino di Evelyn Barton-Forbes
- Abdullah: un egiziano.

## Edizioni
- Elizabeth Peters, Amelia Peabody e la mummia, traduzione di Igor Longo, n. 2722, Il Giallo Mondadori, Segrate, Arnoldo Mondadori Editore, 1º aprile 2001, ISBN 9771120508004.
- Elizabeth Peters, La sfida della mummia, traduzione di Beatrice Verri, Milano, Editrice Nord, novembre 2004,  p. 308, ISBN 978-8842913467.
- Elizabeth Peters, La sfida della mummia, traduzione di Beatrice Verri, n. 1357, Milano, TEA, 4 maggio 2006,  p. 304, ISBN 978-88-502-1126-5.
- Elizabeth Peters, La sfida della mummia, traduzione di Beatrice Verri, Milano, TEA, 24 gennaio 2013,  p. 304, ISBN 978-88-502-3047-1.